# Championnat des Émirats arabes unis de football
Le championnat des Émirats arabes unis de football ou UAE Pro League est une compétition de football créée en 1973.

## Histoire
La première édition du championnat des Émirats arabes unis se tient lors de la saison 1973-1974.

## Palmarès
| Année | Champion                                  |
| 1974  | Sharjah SC (1)                            |
| 1975  | Shabab Al-Ahli Club (1)                   |
| 1976  | Shabab Al-Ahli Club (2)                   |
| 1977  | Al Ain Club (1)                           |
| 1978  | Al Nasr (1)                               |
| 1979  | Al Nasr (2)                               |
| 1980  | Shabab Al-Ahli Club (3)                   |
| 1981  | Al Ain Club (2)                           |
| 1982  | Al Wasl (1)                               |
| 1983  | Al Wasl (2)                               |
| 1984  | Al Ain Club (3)                           |
| 1985  | Al Wasl (3)                               |
| 1986  | Al Nasr (3)                               |
| 1987  | Sharjah SC (2)                            |
| 1988  | Al Wasl (4)                               |
| 1989  | Sharjah SC (3)                            |
| 1990  | Al Shabab (1)                             |
| 1991  | Championnat non terminé (guerre du Golfe) |
| 1992  | Al Wasl (5)                               |
| 1993  | Al Ain Club (4)                           |
| 1994  | Sharjah SC (4)                            |
| 1995  | Al Shabab (2)                             |
| 1996  | Sharjah SC (5)                            |
| 1997  | Al Wasl (6)                               |
| 1998  | Al Ain Club (5)                           |
| 1999  | Al-Wahda (1)                              |
| 2000  | Ai Ain Club (6)                           |
| 2001  | Al-Wahda (2)                              |
| 2002  | Al Ain Club (7)                           |
| 2003  | Al Ain Club (8)                           |
| 2004  | Al Ain Club (9)                           |
| 2005  | Al-Wahda (3)                              |
| 2006  | Shabab Al-Ahli Club (4)                   |
| 2007  | Al Wasl (7)                               |
| 2008  | Al Shabab (3)                             |
| 2009  | Shabab Al-Ahli Club (5)                   |
| 2010  | Al-Wahda (4)                              |
| 2011  | Al-Jazira Club (1)                        |
| 2012  | Al Ain Club (10)                          |
| 2013  | Al Ain Club (11)                          |
| 2014  | Shabab Al-Ahli Club (6)                   |
| 2015  | Al Ain Club (12)                          |
| 2016  | Shabab Al-Ahli Club (7)                   |
| 2017  | Al-Jazira Club (2)                        |
| 2018  | Al Ain Club (13)                          |
| 2019  | Sharjah SC (6)                            |
| 2020  | Championnat annulée (Covid-19)            |
| 2021  | Al-Jazira Club (3)                        |
| 2022  | Al Ain Club (14)                          |
| 2023  | Shabab Al-Ahli Club (8)                   |
| 2024  | Al Wasl (8)                               |
| 2025  | Shabab Al-Ahli Club (9)                   |

## Bilan
| Club           | Titres | Années                                                                             |
| -------------- | ------ | ---------------------------------------------------------------------------------- |
| Al Ain Club    | 14     | 1977, 1981, 1984, 1993, 1998, 2000, 2002, 2003, 2004, 2012, 2013, 2015, 2018, 2022 |
| Shabab Al Ahli | 9      | 1975, 1976, 1980, 2006, 2009, 2014, 2016, 2023, 2025                               |
| Al Wasl        | 8      | 1982, 1983, 1985, 1988, 1992, 1997, 2007, 2024                                     |
| Sharjah SC     | 6      | 1974, 1987, 1989, 1994, 1996, 2019                                                 |
| Al Wahda       | 4      | 1999, 2001, 2005, 2010                                                             |
| Al Jazira Club | 3      | 2011, 2017, 2021                                                                   |
| Al Nasr        | 3      | 1978, 1979, 1986                                                                   |
| Al Shabab      | 3      | 1990, 1995, 2008                                                                   |

## Meilleurs buteurs
| Saison    | Joueur                         | Club                           | Buts |
| --------- | ------------------------------ | ------------------------------ | ---- |
| 2004–2005 | Valder Anderson Barbosa        | Al Nasr Sharjah SC             | 23   |
| 2005–2006 | Anderson Barbosa               | Sharjah SC                     | 19   |
| 2006–2007 | Anderson Barbosa               | Al Wasl                        | 19   |
| 2007–2008 | Faisal Khalil Anderson Barbosa | Shabab Al-Ahli Club Sharjah SC | 16   |
| 2008–2009 | Fernando Baiano                | Al Jazira Club                 | 25   |
| 2009–2010 | José Sand                      | Al-Aïn Club                    | 24   |
| 2010–2011 | André Senghor                  | Bani Yas Club                  | 18   |
| 2011–2012 | Asamoah Gyan                   | Al-Aïn Club                    | 22   |
| 2012-2013 | Asamoah Gyan                   | Al-Aïn Club                    | 31   |
| 2013-2014 | Asamoah Gyan                   | Al-Aïn Club                    | 29   |
| 2014-2015 | Mirko Vucinic                  | Al-Jazira Club                 | 25   |
| 2015-2016 | Sebastian Tagliabué            | Al Wahda                       | 25   |
| 2016-2017 | Ali Mabkhout                   | Al-Jazira Club                 | 33   |
| 2017-2018 | Marcus Berg                    | Al-Aïn Club                    | 25   |
| 2018-2019 | Sebastián Tagliabué            | Al Wahda                       | 27   |
| 2019-2020 | Kodjo Laba                     | Al-Aïn                         | 19   |
| 2020-2021 | Ali Mabkhout                   | Al Jazira                      | 25   |
| 2021-2022 | Kodjo Laba                     | Al-Aïn Club                    | 26   |
| 2022-2023 | Kodjo Laba                     | Al-Aïn Club                    | 28   |

## Joueurs célèbres
| Joueur            | Pays          | Club                |
| ----------------- | ------------- | ------------------- |
| Jorge Valdivia    | Chili         | Al Ain Club         |
| Emerson           | Brésil        | Al-Aïn Club         |
| Boubacar Sanogo   | Côte d'Ivoire | Al-Aïn Club         |
| Ricardo Oliveira  | Brésil        | Al Jazira Club      |
| Abedi Pelé        | Ghana         | Al-Aïn Club         |
| George Weah       | Liberia       | Al Jazira Club      |
| Phillip Cocu      | Pays-Bas      | Al Jazira Club      |
| Bonaventure Kalou | Côte d'Ivoire | Al Jazira Club      |
| Elamine Erbate    | Maroc         | Al Wahda            |
| James Debbah      | Liberia       | Al Jazira Club      |
| Javad Kazemian    | Iran          | Ajman Club          |
| Hosni Abd Rabo    | Égypte        | Shabab Al-Ahli Club |
| Ali Karimi        | Iran          | Shabab Al-Ahli Club |
| Fabio Cannavaro   | Italie        | Shabab Al-Ahli Club |
| Andrés Iniesta    | Espagne       | Emirates Club       |